# Banksia sessilis
Espèce
Classification phylogénétique
Synonymes
Dryandra sessilis

Banksia sessilis est une espèce d'arbustes buissonnants du genre Banksia, de la famille des Protéacées. 
Elle est connue sous le nom de Dryandra sessilis, jusqu'en 2007, date à laquelle le genre Dryandra a été intégré dans celui de Banksia. Le peuple Noongar connaît la plante sous le nom de Budjan ou Butyak. 
Endémique dans tout le sud-ouest de l'Australie-Occidentale, elle est présente sur les sols sableux sur latérite ou calcaire, souvent comme plante de sous-bois dans les forêts ouvertes, les bois ou la brousse. Se présentant sous la forme d'un arbuste ou d'un petit arbre, pouvant atteindre 6 mètres de haut, il a des feuilles vert foncé piquantes et des capitules en forme de dôme jaune crème. Fleurissant de l'hiver à la fin du printemps, il constitue une source essentielle de nourriture - à la fois le nectar et les insectes qu'il attire - pour les mangeurs de miel pendant les mois les plus frais, et la biodiversité est réduite dans les régions où il y a peu ou pas de perroquet.
Plusieurs espèces de mangeurs de miel, certaines espèces d'abeilles indigènes et l'abeille domestique européenne recherchent et consomment le nectar, tandis que le cacatoès noir à long bec et la perruche à collier jaune mangent la graine. Le cycle de vie de Banksia sessilis est adapté aux feux de brousse réguliers. Tué par le feu et se régénérant par la suite grâce à ses graines, chaque arbuste produit généralement de nombreux capitules et une quantité massive de graines. Il peut recoloniser les zones perturbées et peut pousser dans les fourrés. 